# لاوريا
لاوريا (بالإيطالية: Lauria)‏ هي بلدية في مقاطعة بوتنسا في إقليم بازيليكاتا الإيطالي.

## السكان
في سنة 1861 بلغ عدد السكان 10٬098 نسمة، وتطور العدد ليصل في سنة 2011 لـ 13٬262 نسمة.
يظهر هذا المخطط البياني تطور النمو السكاني لـ لاوريا

## أعلام
- روكو باباليو